# Von Bratt
von Bratt var en svensk adelsätt som enligt traditionen härstammade från adliga ätten Bratt af Höglunda.  

## Historik
Ätten adlades och utslocknade med Johan Jacobsson Bratt, gift med Agneta Weinheim och död 1735 i Visby utan söner. 
Paret fick två döttrar, Sofia Juliana von Bratt gift med sin styvmoders broder generalen Magnus Stierneroos, och Johanna Elisabet von Bratt, gift med översten Georg Johan Maidel, naturaliserad Maydell.
| ”                          | Denna ätt skall härstamma av adliga ätten Bratt af Höglunda, av vilken i konung Christian Tyranns tid flera grenar kommo utav sig, varefter de slogo sig på studier och handel | „ |
| Elgenstiernas ättartavllor | |   |

Till en släkt Bratt, som antagits sammanhöra med ovannämnda släkter och kallats Mariestadsgrenen men vars samband med dessa ej kunnat konstateras, hörde assessorn Johan Jacobsson Bratt (död 1735), vilken adlades 22 mars 1720 med namnet von Bratt samt själv slöt sin ätt. Till samma gren hörde kyrkoherden i Fröjered, kontraktsprosten Johan Bratt (född 1725, död 1796), fader till professor Anders Bratt (matematiker).